# This Sinking Ship
This Sinking Ship is het tweede studioalbum van de Amerikaanse poppunkband Smoke or Fire. Het album werd op 20 februari 2007 uitgegeven door Fat Wreck Chords en is ook het tweede studioalbum dat de band via dit label heeft laten uitgeven. Er is een videoclip gemaakt voor het nummer "The Patty Hearst Syndrome".

## Nummers
1. "What Separates Us All" - 2:27
2. "The Patty Hearst Syndrome" - 3:00
3. "Melatonin" - 2:10
4. "This Sinking Ship" - 3:24
5. "Irish Handcuffs" - 3:28
6. "Little Bohemia" - 2:04
7. "I'll Be Gone" - 2:34
8. "Shine" - 3:36
9. "Breadwinner" - 3:01
10. "Life Imitating Art" - 2:07
11. "Cars" - 2:00
12. "Folding The Pages" - 4:06

## Band
- Joe McMahon - zang, gitaar
- Jeremy Cochran - gitaar
- Ken Gurley - basgitaar
- Dave Atchison - drums